# Mỏ thìa châu Phi

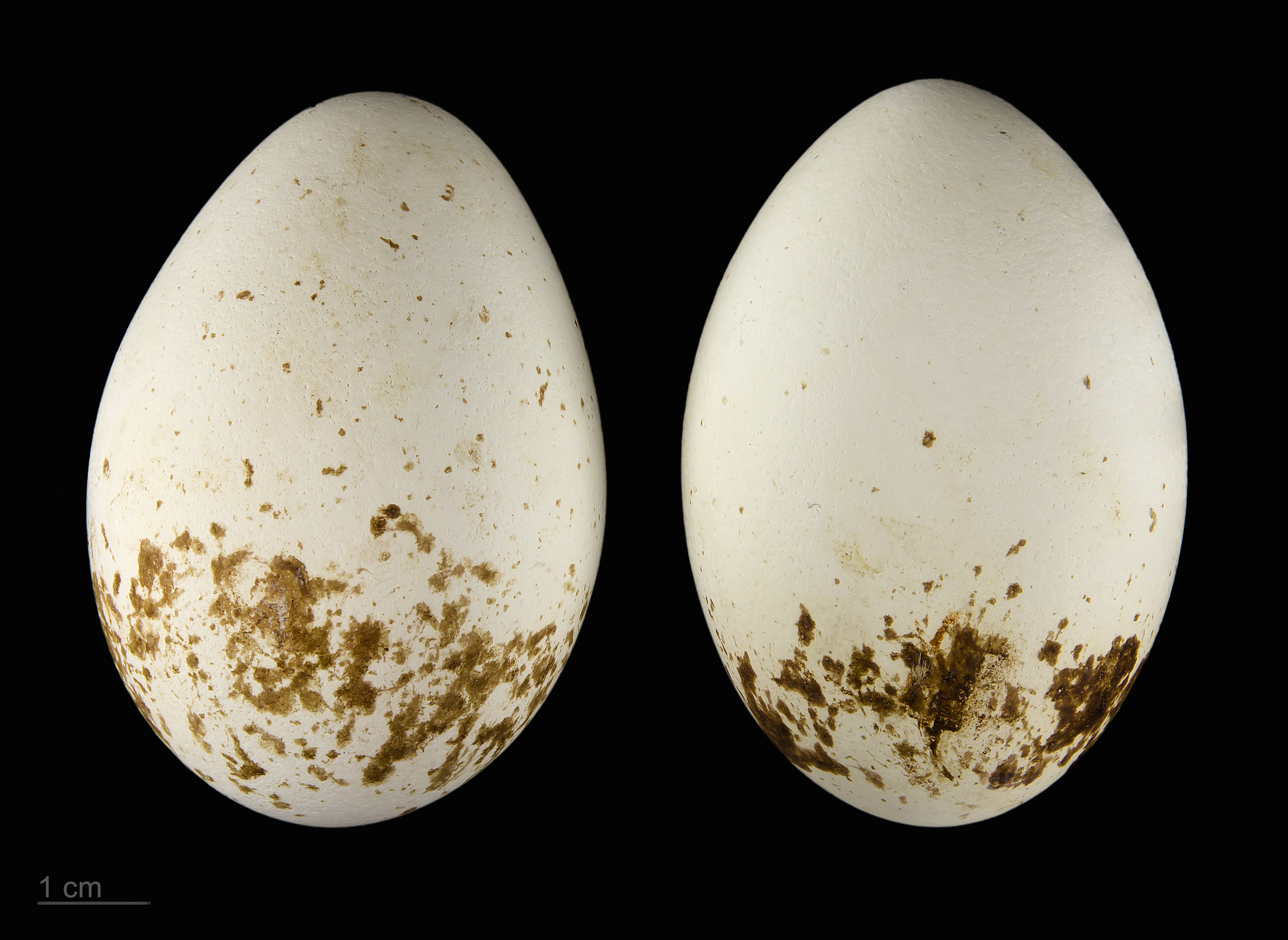
Platalea alba

Mỏ thìa châu Phi, tên khoa học Platalea alba, là một loài chim trong họ Threskiornithidae.